# Saison 2011-2012 de l'AS Monaco FC
Maillots
Chronologie
Saison précédente Saison suivante
La saison 2011-2012 de l'AS Monaco voit le club évoluer en Ligue 2 pour la première fois depuis 1976/1977. Cette saison est marquée par l'arrivée au club de l'homme d'affaires russe Dmitri Rybolovlev, qui devient l'actionnaire majoritaire avec 66,67 % des parts.
L'équipe est entraînée par Laurent Banide jusqu'au 12 septembre 2011. En position de relégable, la direction décide de le remercier et le remplace par l'italien Marco Simone, ancien joueur du club.
L'AS Monaco va réaliser un début de saison très loin de ces attentes, pointant à la dernière place du classement après dix journées seulement et une seule victoire au compteur. Le 13 décembre 2011, Étienne Franzi confirme que le club a été racheté par le groupe MSI (Monaco Sport Invest). L'effectif va bénéficier de neuf arrivées lors du mercato hivernal afin d'assurer le maintien. Mi-février, l'équipe compte cinq points de retard sur le 17e après une nouvelle défaite en championnat mais va redresser la barre grâce à une série de dix matches sans défaites, dont cinq victoires consécutives, qui voit ainsi les asémistes émerger à cinq points du podium. Même si mathématiquement la montée était possible, elle ne sera finalement pas arraché à la suite d'une défaite à Clermont. Malgré tout, le club princier va se classer en fin de saison à une honorable 8e place.
En coupe, le club va atteindre les 32es de finale de Coupe de France, éliminé par Angers, et le premier tour de la Coupe de la ligue, humilié par l'équipe de Sedan.

## Avant-saison

### Transferts

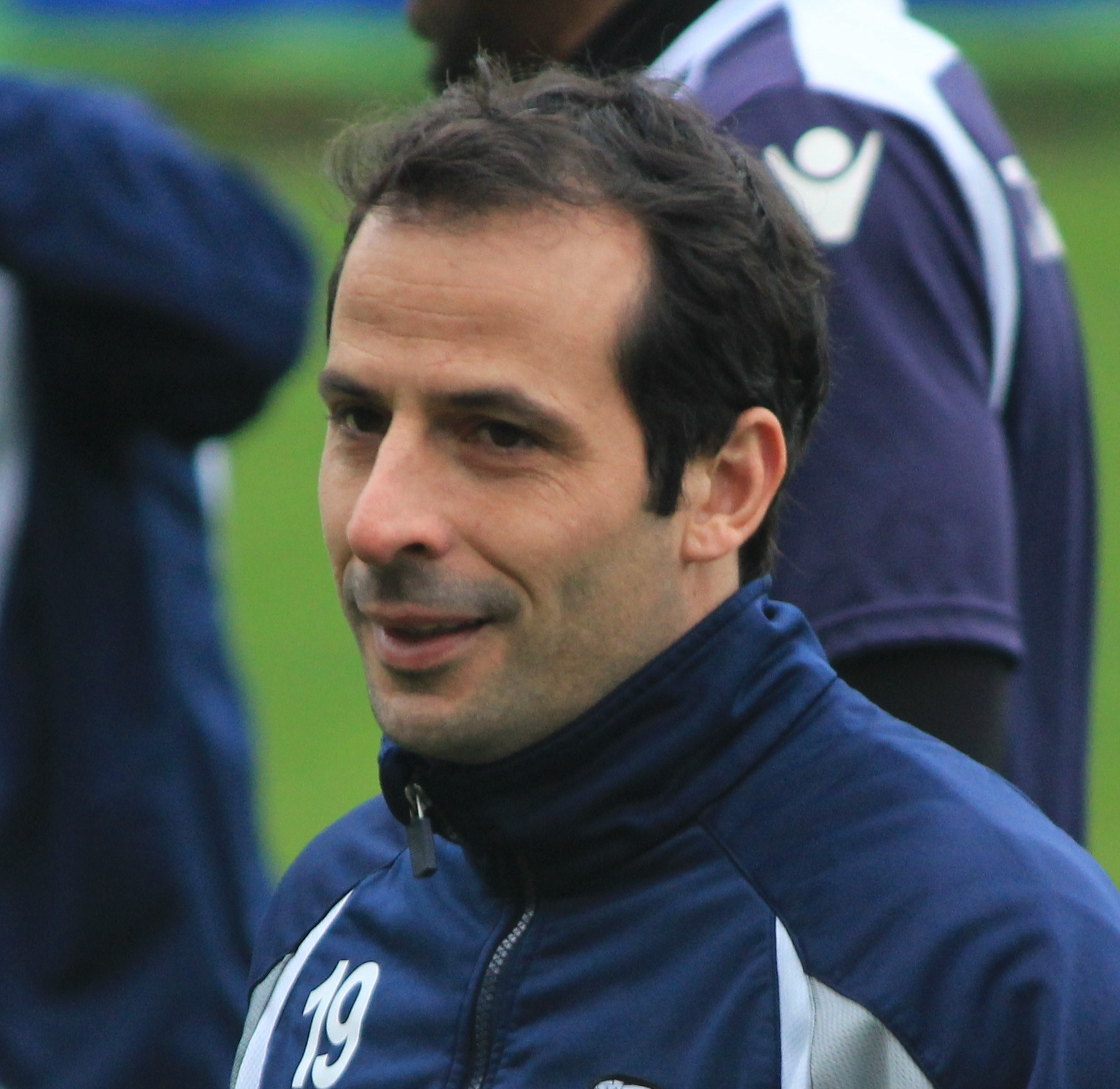
Ludovic Giuly effectue son retour à Monaco après sept ans d'absence et hérite du brassard de capitaine.

Après la relégation officielle du club en deuxième division, le capitaine Stéphane Ruffier annonce qu'il ne suivra pas Monaco en Ligue 2.
Le 9 juin 2011, Frédéric Bulot, en fin de contrat, s'engage avec le fraîchement promu Caen. De son côté, Sébastien Chabbert prolonge son contrat avec le club, espérant profiter du départ de Ruffier pour s'imposer en tant que gardien titulaire dans les cages monégasques.
Le 20 juin 2011, Mathieu Coutadeur s'engage avec le FC Lorient. Le lendemain, Jean-Jacques Gosso refuse de prolonger alors que Thorstein Helstad, libre après sa fin de contrat au Mans, s'engage pour deux ans. Quelques jours plus tard, Lukman Haruna refuse à son tour de prolonger et s'engage au Dynamo Kiev.
Le 29 juin 2011, Nicolas Nkoulou s'engage avec l'Olympique de Marseille. Senah Mango est quant à lui prêté par l'OM à Monaco.
Le 11 juillet 2011, Stéphane Ruffier s'engage pour quatre ans à Saint-Étienne. Le 16 juillet, Stéphane Dumont signe gratuitement à Monaco.
Les départs s'accumulent ensuite : le 19 juillet Laurent Bonnart s'engage à Lille, tandis que Léo Schwechlen signe à Tours et Distel Zola à Nancy. Viennent ensuite trois nouvelles recrues : Éric Marester et Edgar Salli s'engagent à Monaco, ainsi que le jeune portier Johan Carrasso.
Le 29 juillet 2011, Yohan Mollo s’engage avec le club espagnol de Grenade. Ce départ constitue une véritable surprise, en effet, l'international Espoirs français avait déclaré son attachement pour le club quelques jours plus tôt.
Le 9 août 2011, l’AS Monaco officialise le retour de Ludovic Giuly, sept ans après son départ pour le FC Barcelone.
Le lendemain, Dieumerci Mbokani est vendu à Anderlecht.
Marama Vahirua est prêté pour une saison sur le Rocher.
Le 25 août 2011, Gary Coulibaly s'engage à Monaco. L'ASM officialise ensuite les départs de Park Chu-young à Arsenal, Daniel Niculae et Thomas Mangani à Nancy et Cédric Mongongu à Evian Thonon-Gaillard.
Enfin, L'AS Monaco va terminer son mercato estival avec les arrivées de Rabiu Afolabi et Sambou Yatabaré.
Après un passage devant la DNCG (Direction nationale du contrôle de gestion) le 4 janvier 2012 à la suite du rachat du club, Monaco obtient le feu vert en vue de recruter pour le mercato hivernal. Le 19 janvier, l'AS Monaco officialise l'arrivée du défenseur uruguayen Gary Kagelmacher qui s'engage jusqu'en 2015. Le 23 janvier, Andreas Wolf s'engage à son tour en provenance du Werder de Brême. Le lendemain, Nacer Barazite signe pour quatre ans et demi. Ces trois recrues seront présentés à la presse le 26 janvier en compagnie de l'attaquant sénégalais Ibrahima Touré.
Le lendemain, le gardien de l'Hajduk Split Danijel Subašić rejoint lui aussi la Principauté. Le même jour, Martin Sourzac signe son premier contrat professionnel.
Quatre joueurs rejoignent la Principauté le dernier jour du mercato : Aléxandros Tziólis, Vladimir Koman et Nabil Dirar ainsi que Yióryos Tzavéllas qui est prêté avec option d'achat.

### Matchs amicaux
| Rencontre                       | Rencontre | Rencontre | Buteurs                                         |
| ------------------------------- | --------- | --------- | ----------------------------------------------- |
| EFC Fréjus Saint-Raphaël (Nat.) | 2-2       | AS Monaco | Eysseric 10e Moukandjo 36e                      |
| Toulon (DH)                     | 0-4       | AS Monaco | Adriano 20e Helstad 59e Eysseric 63e Nimani 86e |
| Gabon                           | 1-0       | AS Monaco |                                                 |
| Olympique de Marseille (L1)     | 4-1       | AS Monaco | Sanogo 52e                                      |
| OGC Nice (L1)                   | 1-4       | AS Monaco | Giuly 2e Helstad 60e Germain 63e 81e            |
| GFCO Ajaccio (Nat.)             | 0-4       | AS Monaco | Salli 18e Marester 30e Mango 62e Makengo 77e    |

Pour son premier match amical de la saison, l'AS Monaco n'a pas fait d'étincelles face au club de Fréjus Saint-Raphaël, pourtant pensionnaire de National. Les hommes de Laurent Banide se contentent d'un match nul de 2 buts partout.
Pour sa seconde et dernière rencontre amicale de préparation, l'AS Monaco s'est rassurée en s'imposant facilement contre le Sporting Toulon Var sur le score de 4-0.
Pour garder la forme durant la trêve internationale, l'AS Monaco affronte le Gabon. C'est avec une équipe très remaniée et composée en grande majorité de jeunes qu'il s'incline contre les hommes de Gernot Rohr sur le score de 1-0.
Les Monégasques défient l'Olympique de Marseille lors d'une rencontre amicale le 7 octobre 2011. Les hommes de Marco Simone s'inclinent largement 4-1. Trop faibles, les remplaçants asémistes n'ont pas tenu face à une équipe marseillaise composée de titulaires et de jeunes.
Alors que les sélections ont repris le dessus lors de la trêve internationale, l'AS Monaco affronte l'OGC Nice dans une opposition amicale disputée au centre d'entraînement à La Turbie le 11 novembre 2011. Au terme de trois périodes de trente minutes, les Monégasques s'imposent sur le score de 4-1. Valère Germain inscrit un doublé tandis que Ludovic Giuly et Thorstein Helstad marquent les deux autres buts.
L'AS Monaco affrontent à huis clos le GFCO Ajaccio en match amical à La Turbie lors de la trêve hivernale. Les hommes de Marco Simone s'imposent 4-0 grâce à des buts signés Edgar Salli et Éric Marester lors de la première période et Sénah Mango et Terence Makengo après la pause.

## Compétitions

### Championnat

#### Début de saison catastrophique
| J.  | Adversaire       | Lieu                         | Score | Buteurs               |
| --- | ---------------- | ---------------------------- | ----- | --------------------- |
| 1re | Boulogne-sur-Mer | Stade Louis-II, Monaco       | 0-0   |                       |
| 2e  | Troyes           | Stade de l'Aube, Troyes      | 1-1   | Nimani 16e            |
| 3e  | Reims            | Stade Louis-II, Monaco       | 1-2   | Germain 90+5e         |
| 4e  | Amiens           | Stade Louis-II, Monaco       | 1-1   | Salli 39e             |
| 5e  | Lens             | Stade Bollaert-Delelis, Lens | 2-2   | Mangani 31e Giuly 90e |
| 6e  | Angers           | Stade Louis-II, Monaco       | 1-3   | Vahirua 68e (pen.)    |

Le 1er août 2011 début enfin le championnat de France de Ligue 2. Les monégasques, qui n'ont plus connus la deuxième division depuis leur remontée lors de la saison 1975/1976, font office de favoris pour l'accession en Ligue 1. L'équipe dispose aussi du plus gros budget du championnat (20 M€). Ce premier match voit le club confronter à Boulogne-sur-Mer, autre relégué malheureux. Après une première période dominée par les Rouge et Blanc, les débats ont été nettement plus équilibrés après la pause. Finalement, l'ASM prendra son premier point après un score final de 0-0. Laurent Banide confiera après le match sa satisfaction vis-à-vis de la prestation de son équipe.
Cinq jours plus tard, l'ASM se déplace au stade de l'Aube afin de lancer sa saison en bonifiant le match nul intéressant vu contre Boulogne. Dès la 16e minutes, Valentin Eysseric élimine N'Sakala d'un grand pont avant de centrer en retrait pour Frédéric Nimani qui ouvre le compteur but monégasque de la saison. Dominé depuis leur ouverture du score, les troyens vont finalement égaliser à la 69e minute par l’intermédiaire de Grégory Bettiol. Malgré un match encore prometteur, l'ASM laisse s'échapper l'opportunité de se placer en haut de tableau et se positionne à la 12e place avec deux points.
Lors de la troisième journée de championnat, les monégasques affrontent Reims à domicile. Ludovic Giuly obtiendra sa première titularisation, et le brassard de capitaine. À la 35e minute, Reims ouvre le score grâce à Amalfitano qui pousse le ballon dans le but vide. Puis vient un deuxième but au retour des vestiaires, Kamel Ghilas trompe Chabbert sur une incursion de Tainmont. Alors que l'on pense la rencontre terminée, les monégasques parviennent enfin à réagir. Dans un dernier sursaut d’orgueil, Mangani trouve Valère Germain sur coup franc, qui devance la sortie de Kossi Agassa et marque son premier but en professionnel. À la suite de la blessure d'un rémois, l'arbitre décide de rallonger le match et Edgar Salli est tout près d'égaliser à la 100e minute. Malheureusement sa frappe de loin passe à ras du poteau. Première défaite pour l'ASM, qui trébuche à la 17e place. Malgré la défaite, Ludovic Giuly s'est montré confiant pour la suite de la saison.
La quatrième journée se dispute une nouvelle fois à Louis II. Dominateurs en première période, les asémistes ouvre le score en fin de première période par l'intermédiaire d'Edgar Salli (39e minute). Malgré un bon début de seconde mi-temps, l'ASM cède encore après l'heure de jeu. À la 68e minute, Sébastien Chabbert concède un pénalty transformé par Hervé Bazile. Sur l'action suivante, Nampalys Mendy commet une faute sur Rafik Saïfi et est expulsé par l'arbitre. Durant les vingt dernières minutes les deux équipes ont l'occasion de tuer le match mais aucune ne parviendra à inscrire le but de la victoire. À noter que Marama Vahirua, pour sa première titularisation, touche le poteau à la 8e minute puis la transversale à la 53e.
Le match suivant oppose le club de Lens aux monégasques. Malgré la main de Petter Hansson, qui stoppe illicitement le ballon, l'arbitre ne siffle pas et sur le contre Giuly lance Valère Germain à droite. Le jeune monégasque centre en retrait pour Thomas Mangani qui, depuis l'extérieur de la surface, frappe pleine lucarne. Monaco mène 1-0 (31e). Au retour des vestiaires, l’entraîneur des nordistes Jean-Louis Garcia décide de changer de dispositif. Choix payant puisque son équipe va renverser le score grâce à des buts signés Démont et Yahia. Alors que tout semblait perdu, l'ASM égalise grâce à son capitaine emblématique Giuly, placé comme un renard dans les six-mètres, qui fusille le portier lensois pour le deux partout. Monaco, qui court toujours après sa première victoire de la saison, pointe au 16e rang.
Le 9 septembre, l'AS Monaco retrouve Louis II pour un match face au Angers SCO. Mais le match était mal engagé, Angers ouvre la marque dès la 16e par l'intermédiaire de Gaëtan Charbonnier. L'attaquant du SCO doublait même la mise un quart d'heure plus tard, mettant les hommes de Laurent Banide sous pression. Les visiteurs creusaient définitivement l'écart à l'heure de jeu grâce à une frappe à ras-de-terre de Claudiu Keșerü, depuis l'entrée de la surface. Les Monégasques obtenaient un pénalty dans les minutes suivantes, qui était transformé par Marama Vahirua mais la messe était dite. Monaco connait alors pour la première fois de la saison la zone rouge, se classant 18e.

#### Simone nouvel entraîneur
| J. | Adversaire    | Lieu                           | Score | Buteurs      |
| -- | ------------- | ------------------------------ | ----- | ------------ |
| 7e | Bastia        | Stade Armand-Cesari, Furiani   | 1-1   | Eysseric 74e |
| 8e | Arles-Avignon | Stade Louis-II, Monaco         | 1-0   | Afolabi 52e  |
| 9e | Laval         | Stade Francis-Le-Basser, Laval | 1-0   |              |

Laurent Banide est limogé de son poste d'entraîneur de l'équipe première le 12 septembre 2011. Le même jour, Marco Simone accompagné de Jean Petit et Frédéric Barilaro lui succèdent. Pour son premier match, l’entraîneur italien se déplace en Corse afin d'affronter Bastia. Monaco est mené 1-0 à la mi-temps. Score logique compte tenu de la physionomie du match. Les joueurs de Marco Simone n'ont pas eu une seule vraie occasion de but durant cette première période. Après cette première période inexistante, l'AS Monaco s'est un peu ressaisie en seconde, une longue ouverture de Gary Coulibaly est bien contrôlée à l'entrée de la surface par le jeune monégasque Valentin Eysseric qui tente une demi-volée et qui finit sa course dans le petit filet opposé. La fin de match voit l'expulsion de Toifilou Maoulida côté bastiais, et d'Adriano côté monégasque à la suite d'une bagarre générale. Les asémistes ramènent un nul inespéré de l’île de beauté mais reste englué à la 18e place.
Le match suivant est le premier de Marco Simone sur le banc de l'AS Monaco à Louis II. Comptant pour la 8e journée, elle oppose les Rouges et Blanc à Arles-Avignon aussi relégué en deuxième division à l'issue de la saison passée. Après une première période bien terne (1 seul tiré cadré monégasque, 0 pour les visiteurs), les locaux augmentent le rythme à la reprise. Sur un coup franc d'Eysseric, Rabiu Afolabi trompe le gardien adverse et inscrit son premier but sous ses nouvelles couleurs. Ce but, le seul de la rencontre, permet à Monaco de sortir de la zone de relégation pour figurer au 16e rang. Marco Simone remporte alors son 4e point en deux matches.
Quatre jours après le premier succès de la saison, Monaco va rechuter à Laval. C'est à la 82e minute que l'ASM pliait. Sur un centre, Johan Carrasso repoussait la première tentative adverse mais Gamboa surgit au milieu d'une défense apathique pour pousser la balle au fond des filets. Première défaite de l'ère Marco Simone qui voit retomber par la même occasion le club à la 19e place.

#### Monaco touche le fond
| J.  | Adversaire  | Lieu                            | Score | Buteurs                   |
| --- | ----------- | ------------------------------- | ----- | ------------------------- |
| 10e | Sedan       | Stade Louis-II, Monaco          | 2-2   | Germain 20e Coulibaly 29e |
| 11e | Guingamp    | Stade du Roudourou, Guingamp    | 4-0   |                           |
| 12e | Tours       | Stade Louis-II, Monaco          | 0-0   |                           |
| 13e | Châteauroux | Stade Gaston-Petit, Châteauroux | 2-1   | Germain 83e               |
| 14e | Le Mans     | Stade Louis-II, Monaco          | 2-2   | Malonga 24e Vahirua 86e   |
| 15e | Nantes      | Stade de la Beaujoire, Nantes   | 3-0   |                           |
| 16e | Metz        | Stade Louis-II, Monaco          | 0-2   |                           |

La défaite concédée à Laval laisse un goût amer chez les joueurs monégasques. Pour le compte de la 10e journée, ils reçoivent Sedan. une équipe en forme puisque les sangliers pointent à la 3e place du classement. Ce match est pris comme une revanche pour les supporters asémistes, en effet, Sedan avait éliminé Monaco de la coupe de la ligue en juillet dernier, l'emportant sur le score de 4 buts à 1. Le match démarre fort pour l'ASM, dès la 20e minute Valentin Eysseric trouve Valère Germain sur corner qui trompe en deux temps le portier sedanais. Il ne faudra que huit minutes aux joueurs de Marco Simone pour doubler leur avantage. Nouveau corner de Valentin Eysseric qui trouve cette fois ci Adriano qui remet de la tête sur Gary Coulibaly qui place une superbe reprise en pleine lucarne. À la pause, Monaco mène logiquement 2-0. Le second acte repart différemment puisqu'il ne faut qu'une minute aux Sangliers pour revenir dans le match. Sur un cafouillage dans la surface, c'est Yoann Court qui trompe Johann Carrasso pour la réduction du score. Monaco va continuer à pousser mais va se heurter à un Geoffrey Lembet des grands soirs. Finalement, à sept minutes du terme, Yohann Eudeline trompe Carrasso pour arracher l'égalisation. Cette contre-performance amène Monaco à la dernière place du classement, soit le plus mauvais de l'histoire professionnelle de l'ASM.
Au match suivant, l'AS Monaco se déplace à Guingamp pour un duel de mal classé. Les joueurs guingampais, 16e, possèdent trois longueurs d'avance sur la lanterne rouge monégasque. Malgré de bonne intention en début de match, c'est l'En Avant de Guingamp qui va ouvrir la marque dès la 16e minute par l'intermédiaire de Fatih Atik. Dix minutes avant la pause, Ladislas Douniama crochète Johan Carrasso puis s'effondre alors qu'il n'y a pas contact avec le portier monégasque. L'arbitre désigne le point de pénalty et n'hésite pas à sortir le carton rouge. Marco Simone remplace alors Edgar Salli peu en vue par Martin Sourzac. Malheureusement ce dernier ne peut stopper le penalty concédé par son équipe. Mais le cauchemar ne s'arrête pas la, deux minutes plus tard, sur un corner repris de l'épaule par Argelier, Sourzac est lobé pour le score de 3 à 0. La deuxième période démarre aussi mal que la première, Monaco frise la correctionnelle sur un dégagement raté de Rabiu Afolabi qui voit Douniama partir tout seul vers le but de Martin Sourzac, mais le jeune gardien remporte son duel. Sur l'action suivante l'ASM se retrouve à neuf à la suite de l'expulsion de Vincent Muratori, coupable d'une semelle sur le genou de Fatih Atik. Enfin, à dix minutes du terme, Anthony Knockaert trouve la lucarne gauche de Sourzac pour un score final de 4 à 0. Après le match, Marco Simone fait part de son inquiétude de ce score sur le plan de la confiance.

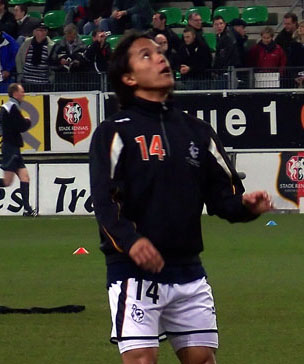
Marama Vahirua va inscrire un but somptueux face au Mans, qui permettra aux monégasques d'arracher le point du nul.

Quatre jours après la déroute en Bretagne, l'AS Monaco ne s'est pas vraiment rassurée face au Tours FC en concédant un piètre nul 0-0. Avant le match, les supporters monégasques avaient déployés une banderole : "Notre passion l’ASM, votre objectif sa destruction ; halte à l’incompétence", avant de demander la démission de la direction. Étienne Franzi, président du club, réagit après le match en conférence de presse « C'est déplaisant. Je le comprends à moitié. Ce n'était pas le cas contre Sedan et ça vient à la suite du match à Guingamp. Vu les circonstances de cette rencontre c'est un peu injuste. La défaite de Guingamp fait mal à tout le monde mais ne peut pas entraîner des réactions comme celle-là. J'aurais préféré qu'ils encouragent et qu'à la fin, ils chantent ce qu'ils auraient voulu. Le vrai supporter aurait fait ça. »
Une semaine plus tard, les galères se poursuivent pour l'AS Monaco qui concède une troisième défaite consécutive à l'extérieur. Les ennuis asémistes ont commencé au quart d'heure de jeu, Châteauroux a ouvert le score sur sa première occasion. Le centre de Scaramozzino voit Akim Orinel fusiller Johan Carrasso au point de pénalty. Quelques minutes après, Maxime Bourgeois doublait la mise après une percée plein axe d'Amara Baby. En seconde période, les Monégasques avaient la possession de balle mais leurs offensives restaient stériles face à des Berrichons bien regroupés et qui restaient dangereux en contre. Valère Germain va redonner de l'espoir aux siens en réduisant la marque à la 82e minute après un bon centre d'Éric Marester, repris par Mendy mais repoussé par le gardien dans les pieds de l'attaquant monégasque. Les monégasques restent en position de lanterne rouge pour la quatrième journée consécutivement.
La semaine suivante, Monaco reçoit Le Mans. Marco Simone explique en conférence de presse que son équipe « Ne doit pas baisser les bras ». Ce match est marqué par le retour du capitaine Ludovic Giuly après deux mois d'absence. Dominateurs mais très brouillons dans le jeu, l'ASM va ouvrir le score à la 24e minute grâce à une belle frappe de Chris Malonga qui profite d'une mauvaise relance de la défense mancelle. Incapables de doubler la mise malgré plusieurs occasions, les hommes du Rocher voit Le Mans égaliser dix minutes après l'ouverture du score par l'intermédiaire de Ekeng Ekeng, sur sa première occasion du match, qui a profité d'un marquage trop laxiste de Petter Hansson. À la 70e minute, Idir Ouali enroule sa frappe des vingt mètres et trompe Johan Carrasso. Forte heureusement, Marama Vahirua égalise pour Monaco d'un but de grande classe : il reçoit le ballon dos au but, se retourne grâce à deux contrôles et place une volée imparable. Au classement, les asémistes restent vingtièmes et derniers avec 11 points.
Au stade de La Beaujoire, l'AS Monaco se rendait à Nantes pour le compte de la 15e journée de Ligue 2. Les canaris ouvrent le score à la 32e minute sur un long ballon en profondeur, Florian Raspentino lobe Sourzac. À la pause, Monaco ne s'est pas procurée la moindre occasion et rejoint les vestiaires avec une unité de retard au tableau d'affichage. En seconde période, le même scénario se reproduit. Sur un nouveau ballon en profondeur, Raspentino double la mise à la 53e minute, en contre-attaque. Anecdotique sera le troisième et dernier but des Nantais, inscrit par Fabrice Pancrate dans la dernière minute des arrêts de jeu après une sortie manquée de Sourzac. Corrigés 3 à 0, les joueurs de Marco Simone restent bons derniers et voient leur situation en championnat empirer de semaine en semaine.
L'AS Monaco va ensuite enchaîner une septième défaite en championnat contre le FC Metz (0-2). Mathieu Duhamel a ouvert le score à la 12e minute de la tête avant que Pierre Bouby ne double la marque à la 66e à la suite d'un corner. Ce revers place les Asémistes dans une position de plus en plus délicate au classement. Avec toujours onze points, ils ont désormais trois points de retard sur l'avant-dernier, Arles-Avignon, et quatre sur le premier non-relégable, Amiens.

#### Avènement de Rybolovlev
| J.  | Adversaire    | Lieu                              | Score | Buteurs                  |
| --- | ------------- | --------------------------------- | ----- | ------------------------ |
| 17e | Le Havre      | Stade Jules-Deschaseaux, Le Havre | 2-2   | Germain 44e 45e          |
| 18e | Clermont Foot | Stade Louis-II, Monaco            | 0-0   |                          |
| 19e | Istres        | Stade Parsemain, Fos-sur-Mer      | 0-1   | Giuly 15e                |
| 20e | Amiens        | Stade de la Licorne, Amiens       | 1-2   | Salli 13e Dingomé 60e    |
| 21e | Lens          | Stade Louis-II, Monaco            | 2-2   | Germain 49e Yatabaré 55e |
| 22e | Bastia        | Stade Louis-II, Monaco            | 0-1   |                          |
| 23e | Arles-Avignon | Parc des Sports, Avignon          | 2-1   | Touré 54e                |

Le 13 décembre 2011, Étienne Franzi confirme l’arrivée « imminente » du milliardaire russe Dmitri Rybolovlev dans le capital du club. Quatre jours plus tard, Monaco se déplace pour la 18e journée de Ligue 2 au Havre. Auteurs d'un début de match correct, les monégasques se créent quelques bonnes situations avec deux frappes trop molles de Yatabaré et Germain ainsi qu'un tir raté d'Eysseric après une bonne combinaison entre Coulibaly et Giuly. Par la suite, ce sont les Havrais qui prennent les devant avec un tir au-dessus de la barre de Mendes et une frappe de Mesloub dévié par Carrasso sur la barre qui rebondit juste devant la ligne de but. Peu avant la pause, sur une balle perdue par Terence Makengo, les normands partent en contre avec Alo'o Efoulou qui peut lancer Mendes. Ce dernier n'a plus qu'à ajuster Johan Carrasso pour ouvrir la marque à la 39e minute (1-0). Valentin Eysseric trouve sur coup franc Germain qui parvient à placer le ballon au fond des filets (1-1, 44e). Eysseric signe sa 4e passe décisive de la saison. Peu après la remise en jeu, Ludovic Giuly lance Valère Germain qui efface Benjamin Genton et bat Placide pour donner l'avantage aux siens (1-2, 45e). Cinquième but et premier doublé en Ligue 2 pour le jeune monégasque. Malheureusement à dix minutes de la fin du match, sur un dégagement raté de Carrasso, Petter Hansson rate son dégagement pour redonner la balle à Rivière. Ce dernier frappe mais Carrasso repousse dans les pieds de Mendes qui égalise (2-2). Les monégasques repartent alors avec un point.

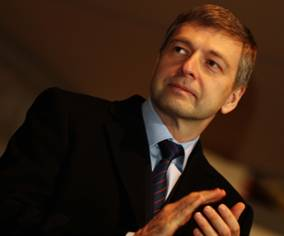
Dmitri Rybolovlev devient le nouveau propriétaire du club.

Pour le dernier match de l'année, Monaco reçoit le champion d'automne Clermont. La première période a vu très peu d'occasions de part et d'autre. En deuxième période, Monaco a dominé la plupart du temps sans jamais concrétiser ses temps forts. Ni Terence Makengo (53e), ni Ludovic Giuly (82e), ne sont parvenus à tromper Fabien Farnolle, le portier clermontois. De son côté Clermont a également eu l'opportunité de tuer le match en fin de match mais Johann Carrasso a bien sorti la tentative de Jean-François Rivière (81e). Monaco finit l'année 2011 sur une note plutôt optimiste mais reste bon dernier, à deux points d'Arles-Avignon. Le Mans, premier non relégable, est à trois points mais l'écart avec le seizième, Châteauroux, est désormais de huit unités.
Les monégasques défient Istres pour un match comptant pour la dix-neuvième journée de Ligue 2. C'est aussi le premier match de championnat de l'année. Après un premier quart d'heure dominé par les joueurs asémistes mais qui se sont exposés aux contres istréens avec notamment un but refusé pour l'équipe locale, l'ASM a ouvert le score grâce à son capitaine emblématique, Ludovic Giuly, à la 15e minute avec l'aide de l'intérieur poteau. La partie s'est équilibrée après la pause. Les Istréens se sont procuré plusieurs occasions et ont pressé jusque dans les toutes dernières secondes pour égaliser mais Martin Sourzac est parvenu à conserver sa cage inviolée. Grâce à cette victoire, l'ASM met fin à une série de dix matchs sans victoire en Ligue 2. Depuis le succès contre Arles-Avignon fin septembre, les joueurs de Marco Simone avaient jusque-là enchaîné cinq nuls et cinq défaites en championnat. Au classement ce résultat permet à Monaco de quitter la dernière place au détriment d'Amiens que le club affrontera quatre jours plus tard. À noter que le nouvel actionnaire du club, Dmitri Rybolovlev, a assisté au match et est descendu saluer les joueurs dans les vestiaires.
Monaco se déplace au stade la Licorne pour le compte de la 20e journée de Ligue 2. Monaco démarre fort la rencontre, Yatabaré se présente seul face à Bonnefoi, le gardien de l'ASC, perd son duel mais le cuir revient dans les pieds de d'Edgar Salli qui n'a eu aucun mal à ouvrir le score pour l'AS Monaco FC à la 14e minute. Jusqu'au coup de sifflet de la mi-temps, l'ASM parvient à conserver son avantage. Après un quart d'heure délicat où Belkacem Zobiri est tout près d'égaliser, les asémistes parviennent à faire le break par l'intermédiaire de Tristan Dingomé, bien servi par Valère Germain (0-2). Malgré tout les hommes de Ludovic Batelli ne se découragent pas. Ils parviennent à réduire le score en fin de match par l'intermédiaire de Jonas Martin sur un centre de Yoann Thouzghar. Son tir dévié prend Martin Sourzac à contre-pied (1-2). Amiens pousse en fin de match mais ne parvient pas à égaliser. L'AS Monaco enchaîne pour la première fois de la saison deux victoires d'affilée et gagne encore une place. Grâce au nul de l'AC Arles-Avignon le club du Rocher est désormais 18e. Le premier non-relégable, Le Mans FC, reste en revanche à trois unités à la suite de son succès contre le CS Sedan.
La rencontre comptant pour la 21e journée du championnat de Ligue 2, au stade Louis-II voit Monaco recevoir Lens. Entre deux équipes joueuses, le début de match a été animé. Tout s'est accéléré en fin de première mi-temps avec une reprise de Giuly sur la barre transversale après une déviation de Valère Germain à la 42e minute et un but refusé deux minutes plus tard au RCL pour une main de Pollet lors de sa reprise acrobatique de la tête. Le match s'emballe dès la reprise. À la 49e minute, Tristan Dingomé trouve Valère Germain. Le jeune attaquant trompe le portier lensois de l'extérieur du pied et permet à son équipe de prendre l'avantage (1-0). Sous les yeux de Dmitry Rybolovlev, l'attaquant monégasque fête son sixième but de la saison avec ses coéquipiers. Les Monégasques dominent et moins de cinq minutes plus tard Sambou Yatabaré double la mise. À l'origine de l'action Ludovic Giuly centre à ras-de-terre depuis son côté droit, Valère Germain laisse passer le ballon pour le Malien qui inscrit son premier but avec l'AS Monaco (2-0). Malgré leur retard, les Lensois n'abidquent pas. À la 69e minute, Julien Toudic, parti dans le dos de Gary Kagelmacher, réduit l'écart d'un tir croisé du droit, et relance les débats (2-1). Alors qu'il reste moins de vingt secondes à jouer, Julien Toudic tente sa chance de 25 mètres. Le ballon rebondit juste devant Martin Sourzac, battu (2-2). Finalement les deux équipes se séparent sur un 2-2 logique, comme au match aller. Les spectateurs de Louis-II, qui ont assisté à une rencontre animée, ont pu assister aux débuts de Gary Kagelmacher et d'Ibrahima Touré sous le maillot rouge et blanc. Si l'attaquant sénégalais, entré à la 68e minute, a été peu en vue, le défenseur uruguayen a quant à lui apporter de la sérénité à la défense princière.
Pour la 22e journée de Ligue 2, l'AS Monaco reçoit le Sporting Club de Bastia au Stade Louis-II. Danijel Subašić, Vladimir Koman, Nabil Dirar et Nacer Barazite fêtent leur première apparition avec les Rouge et Blanc en étant alignés d'entrée. Les spectateurs ont eu peu de choses à se mettre sous la dent au cours d'une première période assez triste. De retour des vestiaires, les Bastiais confisquent le ballon et ont la mainmise sur le jeu mais ne parviennent pas à inquiéter sérieusement Subašić. Marco Simone décide d'apporter du sang-neuf avec l'entrée d'Ibrahima Touré à la place de Valère Germain mais ce changement n'aura aucun impact tant les Corses restent maîtres du jeu. Les visiteurs mettent de plus en plus la pression et finissent par faire craquer les Monégasques : sur un corner frappé par Jérôme Rothen, Sadio Diallo devance Kagelmacher et Layvin Kurzawa pour battre le portier asémiste. Les Monégasques ne s'en relèveront pas et s'inclinent à domicile après une série de cinq matches sans défaite en Ligue 2. Ils restent 19es et relégables alors qu'il leur rester seize matches à disputer.
Après la défaite face à Bastia, l'AS Monaco souhaite se rattrape sur le terrain de l'AC Arles-Avignon pour la 23e journée de Ligue 2. Côté composition, Yióryos Tzavéllas fait son entrer parmi le 11 titulaire. Monaco ne fait pas long feu puisqu'ils subissent l'ouverture du score dès la 6e minute. Sur un corner de Romain Rocchi, Yattara dévie le ballon au second poteau pour Yunis Abdelhamid, qui n'a plus qu'à pousser le ballon au fond des filets au milieu d'une défense aux abonnées absentes. L'ACAA double la mise à la 20e minute après une touche, repris de la tête par Gary Kagelmacher puis par le crâne de Yattara qui lobe Subašić. Au retour des vestiaires, Gary Coulibaly remplace Yatabaré mais Arles reprend sa marche en avant et se crée deux occasions repoussées par Subašić après des cafouillages en défense. Dans la foulée à la 54e minute, les rouge et blanc ont la marque grâce à Ibrahima Touré qui effleure un centre venu du pied droit de Nabil Dirar pour ainsi conserver l'espoir d'accrocher leur adversaire. Ce dernier passe près du doublé en tirant sur le poteau sur une passe d'Éric Marester. Avec cette nouvelle défaite face à un concurrent direct, les joueurs de la Principauté sont désormais à cinq points de la 17e place avec une différence de buts très défavorable et voit le National se rapprocher.

#### Dix matchs sans défaites
| J.  | Adversaire              | Lieu                              | Score | Buteurs                      |
| --- | ----------------------- | --------------------------------- | ----- | ---------------------------- |
| 24e | Laval                   | Stade Louis-II, Monaco            | 2-1   | Dirar 32e Germain 80e        |
| 25e | Sedan                   | Stade Louis-Dugauguez, Sedan      | 2-2   | Touré 71e Salli 89e          |
| 26e | Angers                  | Stade Jean-Bouin, Angers          | 1-2   | Touré 28e 36e                |
| 27e | Guingamp                | Stade Louis-II, Monaco            | 1-0   | Touré 70e                    |
| 28e | Tours                   | Stade de la Vallée du Cher, Tours | 0-0   |                              |
| 29e | Châteauroux             | Stade Louis-II, Monaco            | 2-1   | Salli 2e Dirar 55e           |
| 30e | Le Mans                 | MMArena, Le Mans                  | 0-1   | Touré 49e                    |
| 31e | Football Club de Nantes | Stade Louis-II, Monaco            | 2-1   | Touré 27e (pen.) Germain 66e |
| 32e | Metz                    | Stade Saint-Symphorien, Metz      | 0-2   | Giuly 7e Salli 83e           |
| 33e | Le Havre                | Stade Louis-II, Monaco            | 1-0   | Touré 48e                    |

Après deux claques consécutives reçues contre Bastia et à Arles-Avignon, l'AS Monaco recevait au soir de la 24e journée, le Stade lavallois. Malgré cela, c'est Laval qui ouvre le score sur la première occasion de la rencontre juste après le quart d'heure de jeu. Sur une passe de Tziólis interceptée par Gamboa, les Tango partent en contre et après une percée, le milieu offensif sert Julien Viale, absolument seul, qui ne se gêne pas pour fusiller Subašić malgré un contrôle manqué (1-0). Les hommes de Marco Simone ont cependant à revenir au score à la 30e minute grâce à un coup franc direct de Nabil Dirar. Excentré à gauche à 30 mètres des buts, l'ailier marocain surprend tous les joueurs présents dans la surface avec une frappe qui rebondit avant de rentrer dans le but (1-1). Malgré une domination et une grosse envie de prendre l'avantage, les locaux doivent attendre les dix dernières minutes pour inscrire le second but. Sur une passe de Vladimir Koman, subtilement déviée par Tristan Dingomé qui a remplacé Giuly, c'est Valère Germain qui donne la victoire à son club formateur (2-1). Cette deuxième victoire de la saison à domicile combinée aux autres résultats permet à l'ASM de revenir à deux points de la sortie de la zone rouge.
la semaine suivante, Monaco se déplace à Sedan. Ce sont les ardennais qui dominent le début de la rencontre et occupent la moitié de terrain monégasque. Cette domination se concrétise à la 17e minute. Coup franc frappé fort par Koumatien, Fauvergue dévie subtilement et prend à défaut Subašić : 1-0 pour Sedan. Ce dernier double la mise à la demi-heure de jeu. À vingt minutes du terme, comme à Avignon, c'est Ibrahima Touré qui relance son équipe dans le match en gagnant son duel face à Ulrich Ramé. On notera la subtile et non moins sublime passe décisive de Tristan Dingomé : 2-1 pour Sedan. En fin de match, Edgar Salli délivre son équipe en parvenant à égaliser à la 89e minute qui trompe Ramé d'un ballon piqué. Au classement, l'ASM reste 19e mais perd deux points sur l'ex premier relégable manceau, vainqueur d'Istres.
Quatre jours plus tard, l'ASM se déplace au stade Jean Bouin face au SCO Angers. Après un début de rencontre équilibré, ce sont les Angevins qui ouvrent le score sur leur première occasion. Une sortie approximative de Subašić, combinée à une mésentente avec Petter Hansson, permet à Doré d'ouvrir le score à la 25e minute : 1-0. Malgré cela, et à l'image des derniers matches, les monégasques ne se démobilisent pas et égalisent rapidement : sur un coup franc frappé par Yióryos Tzavéllas, Ibrahima Touré place sa tête pour inscrire son troisième but en rouge et blanc : 1-1, 28e minute. Quelques minutes plus tard, le match bascule : sur une erreur de relance de Couturier, Touré récupère le ballon et s'en va dribbler le portier adverse avant de doubler la mise pour les asémistes : 1-2, 36e minute. Plus rien se sera marqué l'arbitre met un terme à la rencontre sur une victoire asémiste. Au classement, l'AS Monaco compte désormais 27 points et revient à deux unités d'Arles-Avignon.
Trois jours plus tard, Monaco reçoit Guingamp. Après une bonne entame de match monégasque, au quart d'heure de jeu, sur un coup franc de Vladimir Koman, remisé par Kagelmacher de la tête, Ibrahima Touré trompe Planté de volée mais le but est refusé par l'arbitre. Par la suite, les joueurs de Marco Simone trouveront le poteau après une tête de Kagelmacher. Les Monégasques dominent les débats mais ne parviennent pas à conclure et rejoignent les vestiaires en étant tenus en échec (0-0). L'ouverture du score intervient à la 68e minute : Vladimir Koman, au coup franc, trouve Touré dans la surface qui reprend d'une volée puissante de l'intérieur du pied droit pour tromper Planté (1-0). Les Rouge et Blanc l'emportent sur la plus petite des marges et empochent trois nouveaux points précieux dans la course au maintien. Les joueurs de Simone sortent même de la zone rouge, dans laquelle ils étaient englués depuis le mois de septembre.
Le 16 mars 2012, Monaco se rend au stade de la Vallée du Cher, pour le compte de la 28e journée du championnat de Ligue 2. Le tournant de la première période a été l'expulsion à la 36e minute de Petter Hansson pour une main à l'entrée de la surface asémiste alors que Tours avait une belle occasion de marquer. Si un carton jaune est la sanction habituelle pour une faute de main, sa position de dernier défenseur a obligé l'arbitre de la rencontre à sortir un carton rouge direct. Malgré cette expulsion, l'ASM a tenu le score de 0-0 jusqu'à la mi-temps. La deuxième mi-temps s'est résumée à un attaque/défense que les protégés de Marco Simone ont bien géré. L'ASM repart donc de Tours avec le point du match nul et aurait même pu réaliser le hold-up parfait si Ibrahima Touré n'avait pas raté son face à face avec le gardien tourangeaux.

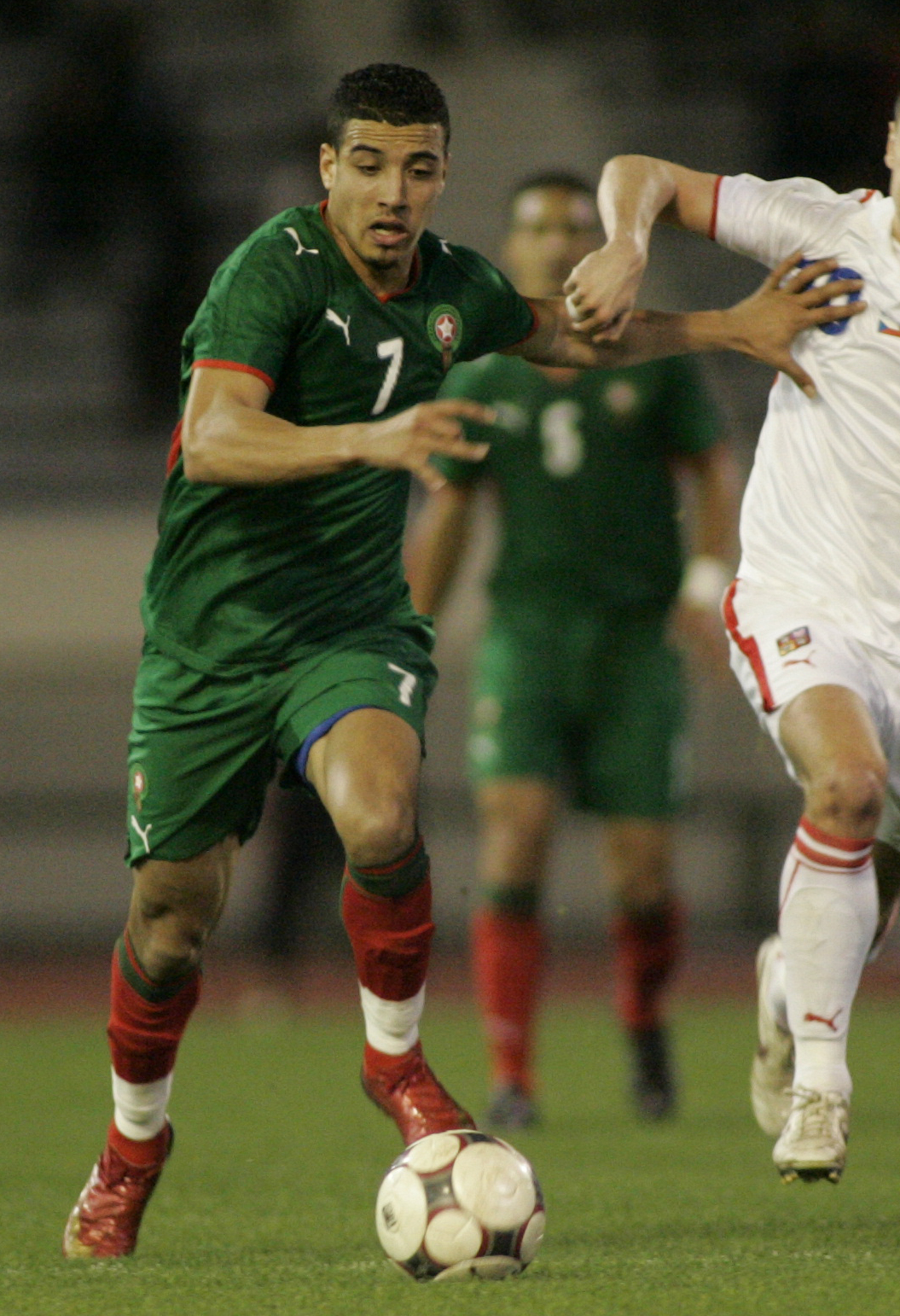
Nabil Dirar, ici sous le maillot du Maroc, va inscrire le but victorieux face à Châteauroux.

Lors du match suivant, l'AS Monaco jouera contre Châteauroux. Dès le début de cette importante rencontre, la première depuis septembre où Monaco débutait sans être dans la zone rouge, Edgar Salli ouvre le score à la 3e minute avec après un beau mouvement entre Nabil Dirar et Yióryos Tzavéllas, passeur décisif. Une ouverture du score prématurée mais très importante qui permit aux hommes de Marco Simone de dominer largement la première période. Dix minutes après la pause, c'est Edgar Salli qui offre le but du 2-0 à Nabil Dirar après une talonnade intelligente. Alors que Monaco continue de dominer, Châteauroux réduit l'écart à la 67e minute grâce à une superbe frappe pleine lucarne de Moulin à la suite d'un coup franc sifflé après une faute peu évidente. Malgré d'autres occasions pour Edgar Salli et quelques tentatives des visiteurs en fin de rencontre, le score ne change pas et les Rouges et Blancs s'imposent 2-1. L'AS Monaco enregistre sa 3e victoire d'affilée à domicile, et la 4e sur les six derniers matchs et profite de la lourde défaite de Metz à Reims (3-0) pour monter à la 16e place. La défaite 2-0 du Mans à Boulogne permet également à Monaco de prendre quatre points d'avance sur le premier relégable.
Pour la journée suivante, Monaco se déplace à la MMArena. Alors que les Monégasques ont dominé le début de la rencontre, c'est Moussa Maazou qui se crée la première grosse occasion : après un tir contré, l'ancien asémiste voit son plat du pied aux six mètres contré à son tour, par Andreas Wolf. Après la mi-temps, c'est sur un centre de Yióryos Tzavéllas qu'Ibrahima Touré trompe Khedairia d'une tête piquée et permet aux Rouge et Blanc d'ouvrir le score signant ainsi son sixième but en neuf matches. Pendant les dernières minutes, les coéquipiers de Frédéric Thomas jettent leurs dernières forces dans la bataille en obtenant plusieurs coups de pied arrêtés notamment, mais cela ne suffit pas et les hommes de Marco Simone glanent leur huitième victoire de la saison, la sixième de la deuxième partie de la saison. Ces trois points permettent aux Monégasques de prendre leurs distances sur la zone rouge. Monaco a désormais quatre points d'avance sur le premier relégable, Le Mans, et pointe au 14e rang de Ligue 2 avec 37 points.
Pour la 31e journée, Monaco reçoit Nantes. Après une première demi-heure très terne où les monégasques se sont seulement signalés par des coups francs mal frappés de Tzavellas et une petite frappe contrée de Touré, la rencontre s'est emballée avant la demi-heure de jeu. Après une belle percée, Edgar Salli se fait accrocher par Martins Pereira, l'arbitre n'hésite pas et offre un pénalty aux monégasques que transforme Ibrahima Touré, qui prend Rudy Riou à contre-pied pour son 7e but de la saison (1-0). Dans la foulée, Nantes réagit par Bangoua mais Subašić reste vigilant et bloque le ballon. Puis sur une contre-attaque, Gary Kagelmacher jette Djordjevic au sol pour provoquer un nouveau pénalty, cette fois en faveur des Nantais. Un pénalty que rate complètement Ibrahima Bangoura en tirant au-dessus. À la 66e minute, les monégasques partent en contre et réussissent à doubler la mise grâce à Valère Germain sur une remise de Touré. Dominés par des Nantais revenchards, les hommes de Marco Simone plient à seize minutes de la fin sur un coup franc de Veretout, coupé par Djillobodji qui devance Subašić. Les Canaris ont continué de pousser mais ils n'ont pas réussi à revenir au score. Grâce à cette nouvelle victoire, l'AS Monaco monte à la 11e place avec 40 points mais conserve seulement quatre points d'avance sur la zone rouge.
Une semaine plus tard, c'est au Stade Saint-Symphorien où se déplace l'ASM. Les Rouge et Blanc ont rapidement ouvert le score grâce au 3e but cette saison de Ludovic Giuly. Le capitaine asémiste a profité d'un cafouillage et d'une faute de main de Sissoko pour pousser le ballon au fond des filets. Dominés durant la seconde période, les monégasques ont attendu la fin de la rencontre pour creuser la marque avec un but d'Edgar Salli, tout juste entré en jeu à la place de Germain. Le Camerounais a profité d'un bon travail de Koman et d'une passe de Touré pour marquer son 5e but en Ligue 2. Avec 43 points, l'AS Monaco compte six points d'avance sur Le Havre et Metz. Et ne compte que huit points de retard sur le 3e, les rêves de montée en Ligue 1 recommencent à fleurir.
Le 20 avril, Monaco reçoit Le Havre. Après un premier acte atteint sur un score nul et vierge, Ibrahima Touré, esseulé, reprend d'une volée qui va se loger dans la lucarne opposée : 1-0, 48e minute. Cinq minutes plus tard, Yióryos Tzavéllas envoie un coup franc sur la barre de Placide. Les Normands tentent de se rebiffer mais la défense monégasque se montre solide et ne concède pas d'occasion, le score n'évoluera plus. L'AS Monaco poursuit sa fabuleuse série de dix matches sans défaite - sa cinquième victoire consécutive - et remonte, en première partie de tableau avec 46 points. Elle possède désormais neuf points d'avance sur la zone rouge, dans laquelle elle a enfoncé Le Havre (37 points).

#### Monaco assure son maintien
| J.  | Adversaire       | Lieu                                     | Score | Buteurs                           |
| --- | ---------------- | ---------------------------------------- | ----- | --------------------------------- |
| 34e | Clermont Foot    | Stade Gabriel-Montpied, Clermont-Ferrand | 1-0   |                                   |
| 35e | Istres           | Stade Louis-II, Monaco                   | 3-2   | Touré 54e Tzavellas 69e Dirar 83e |
| 36e | Reims            | Stade Auguste-Delaune, Reims             | 2-0   |                                   |
| 37e | Troyes           | Stade Louis-II, Monaco                   | 0-2   |                                   |
| 38e | Boulogne-sur-Mer | Stade de la libération, Boulogne-sur-Mer | 1-2   | Touré 11e Subašić 57e             |

Le 27 avril, Monaco se déplace à Clermont. Durant cette première période, seul Ibrahima Touré s'est mis en évidence avec un but refusé pour hors-jeu, un retourné raté et sanctionné d'une faute et une frappe contrée par le dos de Saïss. En face, les hommes de Der Zakarian ont reclamé deux pénaltys à la suite d'une prétendue faute de Gary Kagelmacher puis une main de l'uruguayen après un contrôle manqué. En fin de période, Alessandrini a mis à contribution Subašić avec une magnifique frappe bien dégagée par le portier croate. À la reprise de la mi-temps, le match repart sur un rythme équilibré entre deux équipes qui tentent timidement d'ouvrir le score. C'est à la 71e minute que le match se décante, à la faveur des hôtes. Alessandrini, joueur le plus dangereux de cette période, reprend un centre venu de la gauche en passant le pied devant Tzavellas, qui a négligé la présence de son vis-à-vis. L'ASM connait sa première défaite depuis une longue série mais voit surtout ses chances de remontée s'éloigner, avec huit points de retard sur le podium.
Quatre jours après, l'ASM reçoit Istres. Le début de match est à l'avantage des locaux avec Giuly qui se met en évidence par une frappe non cadrée. La suite de la première période est plus équilibrée et très peu animée et seul Touré côté monégasque a plusieurs occasions mais la défense adverse reste vigilante. L'arbitre siffle donc la pause sur un score nul et vierge. Moins de dix minutes après la reprise, les monégasques trouvent la faille. Après un une-deux entre Touré et Vladimir Koman, le Hongrois remet à Nacer Barazite qui contrôle et sert l'attaquant sénégalais dans la profondeur qui s'en va battre Petric et inscrit là son 9e but de la saison. Dans la foulée, sur une touche istréenne, Nicolas De Préville récupère le ballon et adresse une frappe puissante à ras de terre des 25 mètres qui trompe Subašić, qui ne semble pas exempt de tout reproche. Peu après l'heure de jeu, les visiteurs doublent la mise après un corner trop fort et récupéré par un Istréen qui sert Julian Palmieri arrivé comme une fusée et qui ajuste Subašić d'une tête puissante. Mais les hommes de Marco Simone n'abdiquent pas et reviennent à 2-2 quatre minutes plus tard grâce à un coup franc des 25 mètres de Yióryos Tzavéllas qui ouvre son compteur but en Principauté. À dix minutes de la fin, l'AS Monaco reprend l'avantage dans ce match fou avec une magnifique frappe lobée des 30 mètres de Nabil Dirar, entré en cours de jeu après le second but istréen. Plus rien ne sera marqué et les Rouge et Blanc empochent leur 12e victoire de la saison qui leur permet de monter au 7e rang avec 49 points. C'est également la première fois que l'ASM marque 3 buts en championnat cette saison et l'unique fois qu'ils gagnent six points face à la même formation. Le club de la Principauté revient aussi à six points du podium à trois matchs de la fin.

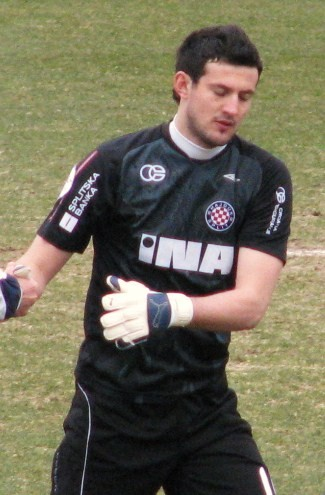
Danijel Subašić va inscrire le premier but de sa carrière sur coup franc.

Le 7 mai, Monaco se déplace à Reims. D'entrée, les locaux poussent fort et ne mettent pas longtemps à prendre le dessus au tableau d'affichage. Dès la 3e minute, sur une faute de Nabil Dirar sur Ayité, Amalfitano dépose le ballon sur le crâne de Cédric Fauré, qui a pris le dessus sur Kagelmacher et envoie le ballon au fond des filets de Subašić. Si les monégasques avaient raté leur début de match, encaissant un but de Cédric Fauré dès la 3e minute, ils ont attaqué la seconde période avec de meilleures intentions. Valère Germain est le premier à se signaler via deux frappes à l'entrée de la surface (48e, déviée en corner ; 49e, captée par Agassa). Mais la plus grosse occasion des visiteurs est à mettre à l'actif d'Ibrahima Touré, auteur d'une splendide reprise de volée bien arrêtée par le gardien rémois (52e). C'est finalement sur un corner que le Stade de Reims parvient à inscrire le deuxième but de la soirée et assurer la victoire champenoise. Anthony Weber s'élève plus haut que Nabil Dirar et que Valère Germain puis place une tête que Subašić ne peut que dévier dans ses buts (71e). Avec cette défaite, Monaco assure sa place en Ligue 2 pour la saison prochaine. Avec Nantes, Guingamp, Istres, Angers et Châteauroux, le club du Rocher est le sixième club à être mathématiquement hors de portée de la Ligue 1 et du National.
La journée suivante voit Troyes se déplacer en principauté. Si l'ASM commence le match en fanfare avec une double occasion pour Touré, le rythme s’essouffle rapidement et seuls des incursions de Giuly et des frappes de Marcos et Grax réveillent le stade. Mais à la 20e minute, sur un contre rondement menée et un centre de Faussurier, Marcos place une tête piquée imparable et ouvre ainsi le score pour les Aubois. Le Brésilien était absolument seul dans la surface. Les hommes de Jean-Marc Furlan doublent la mise sur une nouvelle contre-attaque en seconde période. Après un centre de Sidibé et une tête de Marcos bien arrêtée par Subašić, Obbadi arrivait comme une fusée au sein d'une défense apathique pour placer une lourde frappe au fond des filets du gardien croate. Avec cette deuxième défaite consécutive, l'ASM est désormais 10e de Ligue 2 avec 49 points avant de faire un ultime déplacement à Boulogne-sur-Mer, relégué en National parallèlement cette même journée.
Pour son dernier match de la saison, l'AS Monaco se déplace sur le terrain de l'US Boulogne. Les locaux ouvrent le score par l'intermédiaire d'Enzo Reale dès la 7e minute de jeu. Mais les asémistes vont immédiatement réagir grâce à une réalisation d'Ibrahima Touré, sa dixième en quatre mois (11e minute). En seconde période, Le but de la victoire est inscrit par Danijel Subašić, d'un maître coup franc (57e minute). Le portier croate est devenu le premier joueur de l'AS Monaco à marquer en match officiel avec un maillot de gardien sur les épaules. Avec ce succès, l'AS Monaco termine la saison à la 8e place du championnat avec 52 points (13 victoires, 13 nuls et 12 défaites). Les Rouges et Blancs ont marqué 41 buts (13e attaque) et en ont encaissé 48 (16e défense). La saison aura clairement été coupée en deux puisque l'ASM n'est que 19e de la phase aller (16 pts) mais termine à une belle 3e place sur les matchs retours (36 pts). Côté joueurs, Ibrahima Touré termine meilleur buteur du club avec dix unités alors que Tristan Dingomé est meilleur passeur avec quatre offrandes. Valère Germain est le Monégasque qui a participé au plus de matchs (34) tandis que Gary Coulibaly est celui qui a passé le plus de temps sur le terrain (2618 minutes).

#### Classement et statistiques
Extrait du classement de Ligue 2 2011-2012
| Rang                        | Équipe       | Pts | J  | G  | N  | P  | Bp | Bc | Diff |
| --------------------------- | ------------ | --- | -- | -- | -- | -- | -- | -- | ---- |
| 1                           | Bastia       | 71  | 38 | 21 | 9  | 8  | 61 | 36 | +25  |
| 2                           | Reims        | 65  | 38 | 18 | 11 | 9  | 54 | 37 | +17  |
| 3                           | Troyes       | 64  | 38 | 17 | 13 | 8  | 45 | 35 | +10  |
| 4                           | Sedan        | 59  | 38 | 15 | 14 | 9  | 56 | 45 | +11  |
| 5                           | Clermont     | 58  | 38 | 15 | 13 | 10 | 48 | 39 | +9   |
| 6                           | Tours FC     | 56  | 38 | 15 | 11 | 12 | 44 | 43 | +1   |
| 7                           | EA Guingamp  | 55  | 38 | 15 | 10 | 13 | 46 | 43 | +3   |
| 8                           | AS Monaco FC | 52  | 38 | 13 | 13 | 12 | 41 | 48 | -7   |
| Montée en Ligue 1 2012-2013 |              |     |    |    |    |    |    |    |      |

#### Évolution au classement
| Journée | 1  | 2  | 3  | 4  | 5  | 6  | 7  | 8  | 9  | 10 | 11 | 12 | 13 | 14 | 15 | 16 | 17 | 18 | 19 | 20 | 21 | 22 | 23 | 24 | 25 | 26 | 27 | 28 | 29 | 30 | 31 | 32 | 33 | 34 | 35 | 36 | 37 | 38 | Journées en tête | Nombre de journées relégable |
| ------- | -- | -- | -- | -- | -- | -- | -- | -- | -- | -- | -- | -- | -- | -- | -- | -- | -- | -- | -- | -- | -- | -- | -- | -- | -- | -- | -- | -- | -- | -- | -- | -- | -- | -- | -- | -- | -- | -- | ---------------- | ---------------------------- |
| Rang    | 13 | 12 | 17 | 16 | 16 | 18 | 18 | 16 | 19 | 20 | 20 | 20 | 20 | 20 | 20 | 20 | 20 | 20 | 19 | 18 | 18 | 18 | 19 | 19 | 18 | 18 | 18 | 18 | 16 | 14 | 11 | 10 | 8  | 11 | 7  | 9  | 10 | 8  | 0                | 22                           |

#### Après saison
Au lendemain de la victoire des monégasques sur l'US Boulogne, l'AS Monaco annonce via son site officiel le départ de Marco Simone et de son staff. L'entraineur italien, en place depuis septembre dernier, ne sera donc pas responsable de l'équipe la saison prochaine. Frédéric Barilaro, David Barriac et Lionel Iacono ont également été remerciés.

« La saison s’achevant, je tiens à remercier chaleureusement les joueurs, son altesse sérénissime le Prince Albert II et les membres du gouvernement, nos sponsors et les supporters de l’AS Monaco FC qui ont soutenu l’équipe tout au long de la saison. Nous sommes impatients de les accueillir à nouveau la saison prochaine. C’est avec leur soutien à tous que l’AS Monaco FC atteindra ses objectifs ambitieux.
Plus personnellement, je remercie tout particulièrement Marco Simone, Frédéric Barilaro, David Barriac et Lionel Iacono pour le travail qu’ils ont accompli afin de stabiliser l’équipe en 2012. Nous souhaitons à présent donner à l’équipe une nouvelle impulsion pour la saison prochaine en intégrant à notre staff technique des personnes expérimentées qui le renforceront. Le club va désormais se concentrer pleinement sur la préparation de la saison prochaine et entamer une nouvelle phase de son développement, qui vise à redonner à l’équipe le rang élevé qui doit être le sien dans le championnat de France de football. Notre objectif pour la saison prochaine est de remonter en Ligue 1.Dmitri Rybolovlev. »

### Coupe de la ligue
| Tour         | Adversaire | Lieu                         | Score | Buteurs     |
| ------------ | ---------- | ---------------------------- | ----- | ----------- |
| Premier tour | Sedan      | Stade Louis-Dugauguez, Sedan | 4-1   | Adriano 67e |

Pour sa première sortie officielle, l'AS Monaco défie le CS Sedan Ardennes pour le compte du premier tour de la Coupe de la ligue.
Dès le début du match, les Ardennais prennent le dessus et concrétisent leur bon départ par un but dès la 9e minute de jeu. Eudeline adresse un bon centre venu de la gauche que reprend Fauvergue, laissé seul par la défense. Neuf minutes plus tard, Eudeline lance dans la profondeur Oliveira, Muratori tacle et remet involontairement sur Gragnic qui n'a plus qu'à conclure de près malgré le retour d'Adriano. Sedan accroit sa domination sur l'ASM qui ne touche pas le ballon et peine à se dégager sur corner. Il faut attendre la 43e minute pour voir Monaco combiner de façon intéressante, lorsque Moukandjo centre de la gauche pour Helstad, devancé. Mais le ballon est repris par Germain d'une volée captée par Ramé. Juste avant la pause, Eudeline manque de voir sa tête dans la lucarne de Chabbert, qui semblait battu.
Au retour des vestiaires, Laurent Banide n'effectue pas de changement, mais a dû adresser à ses joueurs un discours plus combattif pour revenir au score. Malgré un bon départ, Eudeline intercepte, lance le contre et sert Fauvergue en retrait qui donne un coup de poignard à l'ASM du plat du pied : 3-0. L'ASM tente comme elle peut de faire bonne figure et Germain, sans solution, adresse une superbe ouverture pour Moukandjo qui tergiverse au moment de frapper. Mais la domination se poursuit pour les Sangliers et après plusieurs alertes, Cantini efface plusieurs défenseurs, crochète Hansson et envoie un missile qui crucifie Chabbert une quatrième fois. Monaco ne réagit plus à l'heure de jeu. Sa seule réaction vient d'un coup franc tiré par Mangani que reprend Adriano de la tête, qui permet aux Rouge et Blanc de sauver l'honneur. Chabbert est une dernière fois mis à l'épreuve par Diallo qui oblige le gardien à boxer sa frappe lointaine. Malgré quelques frayeurs en fin de match, le score ne bougera plus et l'ASM quitte la compétition et entame sa saison sur une lourde défaite.

### Coupe de France
| Tour            | Adversaire             | Lieu                           | Score | Buteurs                                            |
| --------------- | ---------------------- | ------------------------------ | ----- | -------------------------------------------------- |
| Septième tour   | Olympique d'Alès       | Stade Pierre-Pibarot, Alès     | 0-5   | Vahirua 3e Dingomé 11e Adriano 49e Germain 69e 77e |
| Huitième tour   | FC La Tour Saint-Clair | Stade Grammont, Pont-de-Chéruy | 0-2   | Salli 15e Eysseric 90+3e                           |
| 1/32e de finale | Angers                 | Stade Jean-Bouin, Angers       | 4-3   | Salli 22e Giuly 29e 44e                            |

Le tirage au sort de la coupe de France voit Monaco se déplacer à Alès, club de division d'honneur. Après une alerte sur le but de Martin Sourzac dès le coup d'envoi, les monégasques trouvent la solution très rapidement. À la 3e minute, Adriano centre depuis le couloir gauche sur la tête de Marama Vahirua qui trompe le gardien de l'OAC (0-1). Huit minutes plus tard Kévin Malcuit, de la droite, trouve Tristan Dingomé. Au second poteau, le milieu gauche place une tête piquée qui permet à l'ASM de confirmer son avance (0-2). Malgré plusieurs tentatives de Ludovic Giuly, Marama Vahirua, Sambou Yatabaré ou encore Adriano, le score ne bougera plus au cours de cette première période. Les hommes de Marco Simone vont largement dominer la seconde période en trouvant le chemin des filets à trois reprises. Dès le coup d'envoi de la deuxième mi-temps, les Rouges et Blancs (en bleu ce soir là) calment les ardeurs d'Alès en inscrivant un troisième but par l'intermédiaire d'Adriano. À l'origine de l'action, Kévin Malcuit obtient un bon coup franc sur la droite. Marama le tire et le place sur la tête de son capitaine (49e). Ce but permet aux asémistes de contrôler tranquillement la partie. À la 69e minute, Valère Germain ajoute un quatrième but à la suite d'un centre de Kévin Malcuit avant de signer un doublé sept minutes plus tard après en enchaînement amorti frappe en pleine lucarne. Monaco se qualifie facilement pour le huitième tour, qui les opposeras au FC La Tour Saint-Clair.
L'AS Monaco assure l'essentiel, la qualification en trente-deuxièmes de finale de la Coupe de France en battant le FC La Tour-Saint-Clair 2-0. Le premier but du match a été marqué par Edgar Salli à la 14e minute de jeu d'un lob consécutif à une mauvaise sortie du gardien adverse tandis que Valentin Eysseric a délivré son équipe en doublant la marque au bout des arrêts de jeu sur un contre emmené par Valère Germain. De leur côté, les Turripinois ont tenté le tout pour le tout en fin de match mais la défense asémiste a résisté jusqu'au bout.
Pour le dernier match des 32es de finale, le SCO Angers accueille l'AS Monaco au Stade Jean-Bouin. Après un début de match calme où seul Giuly se fait remarquer en position de hors-jeu, le match commence à s'intensifier puisque les Angevins ouvrent le score dès la 9e minute. Sur une touche, Vincent Muratori tacle mais rend la balle à Diego Gomez qui élimine Coulibaly et envoie un missile des seize mètres qui touche la barre et nettoie la lucarne de Carrasso (1-0). À la 20e minute, les locaux auraient pu doubler la mise sans le coup de sifflet de l'arbitre. Sur une perte de balle de Muratori, les hommes de Stéphane Moulin progressent et sur une balle contrée involontairement. Sur la contre-attaque, Edgar Salli obtient un corner que tire Dingomé. Hansson reprend de la tête, Malicki intervient mais relâche la balle et Salli n'a plus qu'à la pousser au fond (1-1). Huit minutes plus tard, sur un centre venu de la gauche, l'arbitre siffle un pénalty pour une faute inexistante de Pinteaux sur Keserü. Charbonnier prend Carrasso à contre-pied et donne l'avantage à ses coéquipiers (2-1). Un avantage qui sera de très courte durée puisque sur le coup d'envoi, les monégasques repartent à l'attaque et sur une passe de Salli, Ludovic Giuly ajuste le gardien d'un extérieur du pied et remet les deux formations à égalité (2-2). Malheureusement, quelques minutes après, Aadil Assana rate une passe en retrait que chippe Keșerü qui s'en va battre Carrasso (3-2). Les hommes de Marco Simone n'en restent pas là puisqu'ils arrivent à égaliser juste avant la pause. Sur un coup franc frappé mollement par Giuly, Malicki se troue et offre le 3-3 aux Monégasques. Après un second acte très animé, c'est finalement Angers qui arrache la qualification : Keserü transforme un penalty concédé par Petter Hansson et donne l'avantage aux siens à seulement deux minutes du terme. Les Monégasques s'inclinent donc sur le score de 4-3 et sortent de la coupe.

## Joueurs et encadrement technique

### Effectif professionnel
Avant d'être mouvementée sur le terrain, la saison écoulée l'a d'abord été en coulisses. En plus d'un changement d'entraîneur en septembre et de président en décembre, la saison aura été marquée par un remaniement de l'effectif jamais vu jusque-là. L'été dernier, ils sont en effet 30 joueurs à plier bagages. Ruffier, Thuram-Ulien, Bonnart, Lolo, Mongongu, Nkoulou, Puygrenier, Coutadeur, Feindouno, Maazou, Park entre autres. Quatre d'entre eux (Moukandjo, K.Diaz, Niculae et Mangani) participeront tout de même au début de saison avant de s'en aller.
Dans le sens inverse, ils sont 12 à débarquer (Marester, Afolabi, Coulibaly, Salli, Vahirua, Helstad...) ou à effectuer leur retour (Giuly, Nimani) sur le Rocher tandis que quatre jeunes sont promus au sein de l'équipe première (Sourzac, Ferblantier, Koné, Eysseric). En comptant les 5 "pros confirmés" restés fidèles à la Diagonale malgré la descente en Ligue 2 (Chabbert, Adriano, Hansson, tous en fin de contrat mais prolongés, Muratori et Malonga) et les 6 formés au club qui avaient fait quelques apparitions dans le groupe en 2010/2011 (Appiah, Kurzawa, Mendy, Malcuit, Germain et Makengo), c'est avec un effectif de 27 éléments que Laurent Banide commence la saison.
Après l'arrivée de Marco Simone, 6 nouveaux pensionnaires du centre de formation sont intégrés à l'équipe durant l'automne (Labor, Pinteaux, Assana, Dingomé ou encore Caillard et Koussalouka, appelés pour pallier des forfaits mais qui n'entreront jamais en jeu). Le rachat du club par Dmitri Rybolovlev bouleverse une nouvelle fois la donne puisque le mercato hivernal est marqué par 10 arrivées (Subasic, Kagelmacher, Wolf, Tzavellas, Tziolis, Koman, Dirar, Barazite, Touré et Erichot, qui restera toutefois écarté de l'équipe première) et 3 départs (Mango, Malcuit, Nimani), ce qui mettra finalement 38 joueurs à disposition de Marco Simone pour les derniers mois, auxquels viendront se rajouter une autre nouvelle tête (Phojo) lors de l'ultime journée.
Sur le terrain, ils sont 43 à avoir été utilisés au cours de la saison en match officiel, dont 27 qui ont porté pour la première fois le maillot de l’AS Monaco et 18 qui ont été formés au club. Dans les trois cas il s’agit d’un record pour l’ASM, jusque-là détenu par la saison 2010/2011 avec 35 joueurs utilisés dont 17 "novices" et 15 ex-pensionnaires du centre de formation. Didier Deschamps avait également fait appel à 35 joueurs au cours de la saison 2001/2002 alors qu’Angelo Grizzetti avait lui aussi utilisé 17 nouveaux en 1952/1953.

### Statistiques individuelles
| Passeur           | Total |
| ----------------- | ----- |
| Tristan Dingomé   | 4     |
| Valentin Eysseric | 4     |
| Ludovic Giuly     | 3     |
| Ibrahima Touré    | 3     |
| Yióryos Tzavéllas | 3     |
| Adriano           | 3     |
| Valère Germain    | 2     |
| Nacer Barazite    | 1     |
| Nabil Dirar       | 1     |
| Edgar Salli       | 1     |
| Gary Coulibaly    | 1     |
| Vladimir Koman    | 1     |

| Buteur            | Total |
| ----------------- | ----- |
| Ibrahima Touré    | 10    |
| Valère Germain    | 8     |
| Edgar Salli       | 5     |
| Ludovic Giuly     | 3     |
| Nabil Dirar       | 3     |
| Gary Coulibaly    | 3     |
| Marama Vahirua    | 2     |
| Valentin Eysseric | 1     |
| Tristan Dingomé   | 1     |
| Yióryos Tzavéllas | 1     |
| Chris Malonga     | 1     |
| Frédéric Nimani   | 1     |
| Sambou Yatabaré   | 1     |
| Rabiu Afolabi     | 1     |
| Danijel Subašić   | 1     |

Le jeune attaquant Valère Germain est le joueur le plus utilisé de la saison avec 34 matchs joués sur 42 au total. Il est aussi le deuxième joueur le plus prolifique en termes de buts avec 10 réalisations, dont 8 en championnat, lui permettant de terminer ainsi second meilleur buteur du club, derrière Ibrahima Touré. Les deux attaquants sont suivis par le camerounais Edgar Salli qui compte 5 réalisations en championnat et 7 toutes compétitions confondues.
Pour ce qui est des passes décisives, Tristan Dingomé et Valentin Eysseric en réalisent 4. Ludovic Giuly, Ibrahima Touré, Yióryos Tzavéllas et Adriano se classent derrière avec 3 passes.

### Statistiques diverses
Les statistiques suivantes ne prennent en compte que les matchs de championnat.
Buts
- Premier but de la saison :   16e de Frédéric Nimani lors du match Troyes - AS Monaco le samedi 6 août 2011.
- Premier doublé : Valère Germain lors du match Le Havre - AS Monaco le samedi 17 décembre 2011.
- But le plus rapide d'une rencontre :
  -   2e d'Edgar Salli  lors du match AS Monaco - Châteauroux le vendredi 23 mars 2012.
- But le plus tardif d'une rencontre :
  -   90+5e de Valère Germain lors du match AS Monaco - Reims le lundi 15 août 2011.
- Plus large victoire :
  - 0 - 2 lors du match Metz - AS Monaco le vendredi 13 avril 2012.
- Plus grand nombre de buts dans une rencontre :
  - 5 buts lors du match AS Monaco - FC Istres le mardi 1er mai 2012 : 3-2.
- Plus grand nombre de buts dans une période :
  - 5 buts lors de la 2e mi-temps du match AS Monaco - FC Istres le mardi 1er mai 2012 : 3-2.

Discipline
- Premier carton jaune : Valentin Eysseric  26e lors de AS Monaco - Boulogne-sur-Mer le lundi 1er août 2011.
- Premier carton rouge : Isaac Koné    60e,  90+1e lors de AS Monaco - Reims le lundi 15 août 2011.

### Récompenses et distinctions
Au cours de la saison 2011-2012, l'Union nationale des footballeurs professionnels (UNFP) récompense chaque mois le meilleur joueur du championnat de France. Après une sélection de trois joueurs choisis par les médias sportifs, le public élit le joueur du mois avec des votes par SMS ou par Internet. Un seul joueur monégasque a été élu joueur du mois pendant cette saison : Ibrahima Touré en mars.

## Tactique
| Carrasso Appiah Adriano Hansson Marester Coulibaly Mendy Giuly Eysseric Germain Vahirua |
| Tactique jusqu'à la mi-saison.                                                          |

| Subašić Tzavellas Pinteaux Kagelmacher Marester Coulibaly Koman Giuly Dirar Germain Touré |
| Tactique lors de la seconde partie de saison.                                             |

L'AS Monaco change de formation après la trêve hivernale. Marco Simone utilise principalement un 4-4-2 avec quatre défenseurs, quatre et deux attaquants. En deuxième partie de saison, il change quelque élément de son 11 de départ, ajoutant beaucoup de joueurs achetés lors du mercato hivernal.
Dans la hiérarchie des gardiens, Danijel Subašić est préféré à Johan Carrasso, auteur de prestations décevantes, et de Martin Sourzac. Le portier croate dispute alors tous les matchs retours de championnat. Johan Carrasso n'est utilisé alors qu'en doublure du néo-portier monégasque. Martin Sourzac, jeune gardien issu du centre de formation, est utilisé comme troisième gardien, signant par ailleurs son premier contrat professionnel le 26 janvier 2012.
Pour ce qui est des défenseurs centraux, les premiers matchs se jouent avec une charnière centrale composée d'Adriano et du danois Petter Hansson. Le mercato voit l'arrivée de l'uruguayen, Gary Kagelmacher qui prend la place du brésilien, repoussé sur le banc. À noter également l'arrivée de l'allemand Andreas Wolf, qui ne disputera qu'un match, faute à une grosse blessure. La charnière centrale est alors constituée par Kagelmacher et Hansson. Le poste de latéral gauche est occupée par Tzavellas. Marester, joueur expérimenté de l'équipe, évolue au poste de latéral droit.
Pour ce qui est des milieux défensifs, Nampalys Mendy, Gary Coulibaly et Aadil Assana évoluent à ce poste. Le hongrois Vladimir Koman, arrivé de la Sampdoria durant le mercato d'hiver, complète l'effectif monégasque. Le capitaine, Ludovic Giuly, est utilisé au poste de milieu droit, Eysseric au poste de milieu gauche avant que Nabil Dirar lui soit préféré.
Valère Germain évolue au poste d'attaquant. Il joue plusieurs matchs dans un système à 2 attaquants avec Marama Vahirua, avant que ce dernier ne soit remplacé par Ibrahima Touré. L'attaquant sénégalais, anonyme lors de son arrivée en principauté, va vite se faire un nom en inscrivant 10 buts sous ses nouvelles couleurs et devenir un élément incontournable du dispositif monégasque.

## Aspects juridiques et économiques

### Structure juridique
Durant la saison 2011-2012, l'AS Monaco est bouleversé par le rachat de 66,67 % des parts du club par le fonds d'investissement Monaco Sport Invest.
Dmitri Rybolovlev devient président du club à la suite du départ d'Étienne Franzi.
Le 6 janvier 2012 Evgeny Smolentsev est nommé au poste de Directeur Exécutif.
Le 14 janvier 2012, le belge Filips Dhondt est nommé directeur général.
Le 12 mars 2012, deux mois après son arrivée pour une mission temporaire, Evgeny Smolentsev est remercié et quitte donc son poste de Directeur Exécutif. Annoncée quelques semaines plus tôt, l'arrivée de Tor-Kristian Karlsen est officialisée. Le Norvégien est nommé Directeur Sportif et devient donc le nouvel homme fort du secteur sportif.
Marco Simone remplace Laurent Banide à la tête de l'équipe première le 12 septembre 2011. Il sera ensuite remercié en fin de saison.
| Direction | Administratif | Sportif |
| --- | --- | --- |
| Président : Étienne Franzi Dmitri Rybolovlev Directeur général : Filips Dhondt Directeur sportif : Evgeny Smolentsev Tor-Kristian Karlsen | Directeur financier : Emmanuel Blanchi Directeur administratif : Olga Dementyeva Directeur de la communication et des relations publiques : Bruno Skropeta | Entraîneur : Laurent Banide Marco Simone Entraîneurs adjoints : Jean Petit et Frédéric Barilaro Entraîneur des gardiens : André Amitrano Directeur du centre de formation : Frédéric Barilaro Directeur médical : Philippe Kuentz |

### Sponsors et équipementier
La tenue est cette année fournie par l'équipementier italien Macron. Cette association dure depuis la saison 2010-2011.
Les partenaires sont :
- La société russo-monégasque de soufre et d'engrais Fedcom, sponsor principal sur le maillot.
- L'association de lutte contre le VIH/Sida Fight Aids Monaco.

## Affluence et télévision

### Affluences
87 328 personnes ayant assisté aux 19 rencontres de championnat de l'AS Monaco au stade Louis-II, l'affluence moyenne du club à domicile est de 4 602 spectateurs. Il s'agit de la dix-huitième affluence du championnat, suivi par l'AC Arles Avignon (2 799) et le FC Istres (2 458). Le club monégasque détient également le dix-huitième taux de remplissage à domicile du championnat avec 24,8 % et le deuxième à l'extérieur avec 51,8 %. Le record en championnat d'affluence de la saison à domicile est réalisé lors de la 3e journée, 6 596 personnes assistent au match Monaco-Reims
Affluence de l'AS Monaco à domicile

### Retransmission télévisée
En concurrence avec d'autres chaînes pour une place sur la TNT, la chaîne CFoot a été choisie par le CSA en décembre. Ainsi, à partir du mois de juillet, la chaîne de télévision gérée par la LFP est disponible via la TNT mais également via le satellite, le câble ou encore la télévision par Internet, et ce quel que soit l'opérateur. Cette chaîne entièrement consacrée au football propose des matches de Ligue 2 en direct chaque week-end. Le deuxième diffuseur est Eurosport, qui diffuse le match du lundi soir.
Au total, Eurosport diffusera 10 des 38 matchs monégasques en intégralité. Tandis que CFoot programmera les 28 autres rencontres en multiplex ou en fil rouge.

### Équipe réserve
L’équipe réserve de l'AS Monaco sert de tremplin vers le groupe professionnel pour les jeunes du centre de formation.
Pour la saison 2011-2012, elle évolue dans le groupe C du championnat de France amateur, soit le quatrième niveau de la hiérarchie du football en France, le plus haut échelon pour un club réserviste.
Après une cinquième place obtenue l'année précédente, les monégasques finissent à la troisième place.
Le joueur le plus utilisé est le milieu offensif Dominique Pandor, issu de la formation du club, avec 26 matchs joués sur 34 possibles. Il est également le meilleur buteur de la réserve, totalisant 9 réalisations.

### Feuilles et résumés de matchs
1. ↑  « Ligue 2 (1re) : Monaco 0-0 Boulogne-Sur-Mer », sur Planete-asm.fr, 1er août 2011 (consulté le 12 janvier 2013)
2. ↑  « Ligue 2 (2e) : Troyes 1-1 Monaco », sur Planete-asm.fr, 6 août 2011 (consulté le 12 janvier 2013)
3. ↑  « Ligue 2 (3e) : Troyes 1-1 Monaco », sur Planete-asm.fr, 15 août 2011 (consulté le 12 janvier 2013)
4. ↑  « Ligue 2 (4e) : Monaco 1-1 Amiens », sur Planete-asm.fr, 19 août 2011 (consulté le 12 janvier 2013)
5. ↑  « Ligue 2 (5e) : Lens 2-2 Monaco », sur Planete-asm.fr, 29 août 2011 (consulté le 12 janvier 2013)
6. ↑  « Ligue 2 (6e) : Monaco 1-3 Angers », sur Planete-asm.fr, 9 septembre 2011 (consulté le 12 janvier 2013)
7. ↑  « Ligue 2 (7e) : Bastia 1-1 Monaco », sur Planete-asm.fr, 16 septembre 2011 (consulté le 12 janvier 2013)
8. ↑  « Ligue 2 (8e) : Monaco 1-0 Arles-Avignon », sur Planete-asm.fr, 19 septembre 2011 (consulté le 12 janvier 2013)
9. ↑  « Ligue 2 (9e) : Laval 1-0 Monaco », sur Planete-asm.fr, 23 septembre 2011 (consulté le 12 janvier 2013)
10. ↑  « Ligue 2 (10e) : Monaco 2-2 Sedan », sur Planete-asm.fr, 30 septembre 2011 (consulté le 12 janvier 2013)
11. ↑  « Ligue 2 (11e) : Guingamp 4-0 Monaco », sur Planete-asm.fr, 17 octobre 2011 (consulté le 12 janvier 2013)
12. ↑  « Ligue 2 (12e) : Monaco 0-0 Tours », sur Planete-asm.fr, 21 octobre 2011 (consulté le 12 janvier 2013)
13. ↑  « Ligue 2 (13e) : Châteauroux 2-1 Monaco », sur Planete-asm.fr, 28 octobre 2011 (consulté le 12 janvier 2013)
14. ↑  « Ligue 2 (14e) : Monaco 2-2 Le Mans », sur Planete-asm.fr, 5 novembre 2011 (consulté le 12 janvier 2013)
15. ↑  « Ligue 2 (15e) : Nantes 3-0 Monaco », sur Planete-asm.fr, 25 novembre 2011 (consulté le 12 janvier 2013)
16. ↑  « Ligue 2 (16e) : Monaco 0-2 Metz », sur Planete-asm.fr, 2 décembre 2011 (consulté le 12 janvier 2013)
17. ↑  « Ligue 2 (17e) : Le Havre 2-2 Monaco », sur Planete-asm.fr, 17 décembre 2011 (consulté le 12 janvier 2013)
18. ↑  « Ligue 2 (18e) : Monaco 0-0 Clermont-Foot », sur Planete-asm.fr, 20 décembre 2011 (consulté le 12 janvier 2013)
19. ↑  « Ligue 2 (19e) : Istres 0-1 Monaco », sur Planete-asm.fr, 14 janvier 2012 (consulté le 12 janvier 2013)
20. ↑  « Ligue 2 (20e) : Amiens 1-2 Monaco », sur Planete-asm.fr, 18 janvier 2012 (consulté le 12 janvier 2013)
21. ↑  « Ligue 2 (21e) : Monaco 2-2 Lens », sur Planete-asm.fr, 30 janvier 2012 (consulté le 12 janvier 2013)
22. ↑  « Ligue 2 (22e) : Monaco 0-1 Bastia », sur Planete-asm.fr, 13 février 2012 (consulté le 12 janvier 2013)
23. ↑  « Ligue 2 (23e) : Arles-Avignon 2-1 Monaco », sur Planete-asm.fr, 17 février 2012 (consulté le 12 janvier 2013)
24. ↑  « Ligue 2 (24e) : Monaco 2-1 Laval », sur Planete-asm.fr, 24 février 2012 (consulté le 12 janvier 2013)
25. ↑  « Ligue 2 (25e) : Sedan 2-2 Monaco », sur Planete-asm.fr, 2 mars 2012 (consulté le 12 janvier 2013)
26. ↑  « Ligue 2 (26e) : Angers 1-2 Monaco », sur Planete-asm.fr, 6 mars 2012 (consulté le 12 janvier 2013)
27. ↑  « Ligue 2 (27e) : Monaco 1-0 Guingamp », sur Planete-asm.fr, 9 mars 2012 (consulté le 12 janvier 2013)
28. ↑  « Ligue 2 (28e) : Tours 0-0 Monaco », sur Planete-asm.fr, 16 mars 2012 (consulté le 12 janvier 2013)
29. ↑  « Ligue 2 (29e) : Monaco 2-1 Châteauroux », sur Planete-asm.fr, 23 mars 2012 (consulté le 12 janvier 2013)
30. ↑  « Ligue 2 (30e) : Le Mans 0-1 Monaco », sur Planete-asm.fr, 30 mars 2012 (consulté le 12 janvier 2013)
31. ↑  « Ligue 2 (31e) : Monaco 2-1 Nantes », sur Planete-asm.fr, 6 avril 2012 (consulté le 12 janvier 2013)
32. ↑  « Ligue 2 (32e) : Metz 0-2 Monaco », sur Planete-asm.fr, 13 avril 2012 (consulté le 12 janvier 2013)
33. ↑  « Ligue 2 (33e) : Monaco 1-0 Le Havre », sur Planete-asm.fr, 20 avril 2012 (consulté le 12 janvier 2013)
34. ↑  « Ligue 2 (34e) : Clermont Foot 1-0 Monaco », sur Planete-asm.fr, 27 avril 2012 (consulté le 12 janvier 2013)
35. ↑  « Ligue 2 (35e) : Monaco 3-2 Istres », sur Planete-asm.fr, 1er mai 2012 (consulté le 12 janvier 2013)
36. ↑  « Ligue 2 (36e) : Reims 2-0 Monaco », sur Planete-asm.fr, 7 mai 2012 (consulté le 12 janvier 2013)
37. ↑  « Ligue 2 (37e) : Monaco 0-2 Troyes », sur Planete-asm.fr, 11 mai 2012 (consulté le 12 janvier 2013)
38. ↑  « Ligue 2 (38e) : Boulogne-Sur-Mer 1-2 Monaco », sur Planete-asm.fr, 18 mai 2012 (consulté le 12 janvier 2013)
39. ↑  « C. Ligue : Sedan 4-1 Monaco », sur Planete-asm.fr, 23 juillet 2012 (consulté le 12 janvier 2013)
40. ↑  « C. France : Alès 0-5 Monaco », sur Planete-asm.fr, 19 novembre 2011 (consulté le 12 janvier 2013)
41. ↑  « C. France : Tour Saint-Clair 0-2 Monaco », sur Planete-asm.fr, 10 décembre 2011 (consulté le 12 janvier 2013)
42. ↑  « C. France : Angers 4-3 Monaco », sur Planete-asm.fr, 9 janvier 2012 (consulté le 12 janvier 2013)